# Шабердейка
Шаберде́йка (Шаберди́нка) — река в России, протекает по Ижевску и Завьяловскому району Удмуртии. Правый приток реки Иж.
Длина реки — 7,4 км, в том числе по Ижевску (Ленинский район) — 2,4 км.